# ليفونيا السويدية
ليفونيا السويدية (بالسويدية: Svenska Livland) كانت مستوطنة للإمبراطورية السويدية من 1629 حتى 1721. المنطقة التي كونت الجزء الجنوبي من إستونيا حاليًا (وتشمل جزيرة أوسيل تنازلت عنها الدنمارك بعد معاهدة برومسبرو الثانية) والجزء الشمالي من لاتفيا حاليًا (منطقة فيدزيم)، قد مثلت غزو الجزء الرئيسي من دوقية ليفونيا التابعة لبولندا وليتوانيا أثناء الحرب البولندية السويدية. أجزاء من ليفونيا ومدينة ريغا كانت تسيطر عليها السويد في أوائل عام 1621 وأصبح رسميًا في معاهدة ألتمارك في 1629 ولكن لم تتنازل الدنمارك عن المنطقة بالكامل إلا بعد معاهدة أوليفا في 1660. الجزء الأصغر من فندن فويفودشيب الذي استعاده الكومنولث البولندي الليتواني أُعيد تسميته إنفلانتي فويفودشيب ("إمارة ليفونيا")، والذي يمثل حاليًا منطقة لاتغالي في لاتفيا.

### عامة
- Andrejs Plakans (2011). A Concise History of the Baltic States (بالإنجليزية). مطبعة جامعة كامبريدج. pp. 105 فصاعدًا.